# 符騰堡的亞歷山大 (1804年—1885年)
符騰堡的亞歷山大（德語：Alexander von Württemberg，1804年9月9日—1885年7月4日），符騰堡公爵腓特烈二世·歐根的孫子、符騰堡國王腓特烈一世的姪子。

## 家庭
1835年，亞歷山大與雷戴伊·克勞迪雅結婚。由於是貴庶通婚，亞歷山大的後代沒有符騰堡王國的繼承權。兩人共有1子2女：
1. 克勞汀（英语：Princess Claudine of Teck）（1836年—1894年）
2. 法蘭茲（1837年—1900年），英國王后特克的瑪麗的父親
3. 阿瑪莉埃（英语：Princess Amalie of Teck）（1838年—1893年）